# Роквел (Ајова)
Роквел (енгл. Rockwell) град је у америчкој савезној држави Ајова. По попису становништва из 2010. у њему је живело 1.039 становника.

## Демографија
Према попису становништва из 2010. у граду је живело 1.039 становника, што је 50 (5,1%) становника више него 2000. године.
| Група             | 2000.       | 2010.         |
| Белци             | 958 (96,9%) | 1.015 (97,7%) |
| Афроамериканци    | 1 (0,1%)    | 1 (0,1%)      |
| Азијати           | 2 (0,2%)    | 1 (0,1%)      |
| Хиспаноамериканци | 16 (1,6%)   | 17 (1,6%)     |
| Укупно            | 989         | 1.039         |